# Kabūteh
Kabūteh (persiska: كَبونِه, كبوته) är en ort i Iran.   Den ligger i provinsen Kohgiluyeh och Buyer Ahmad, i den centrala delen av landet, 500 km söder om huvudstaden Teheran. Kabūteh ligger 1 500 meter över havet och antalet invånare är 102.
Terrängen runt Kabūteh är bergig åt sydväst, men åt nordost är den kuperad. Kabūteh ligger nere i en dal. Runt Kabūteh är det ganska tätbefolkat, med 75 invånare per kvadratkilometer. Närmaste större samhälle är Mārgown, 17,0 km öster om Kabūteh. Omgivningarna runt Kabūteh är i huvudsak ett öppet busklandskap.